# Хазим аш-Шаалян
Хазим аш-Шаалян (род. 1947) — иракский политический деятель. Министр обороны в переходном правительстве Ирака в правительстве Айяда Аллауи.

## Биография
Аш-Шаалян родился в Эд-Дивании в семье шиитов из племени Газале. Он окончил Багдадский университет по специальности экономист. С 1983 года генеральный инспектор Ирака по недвижимости банка. В 1985 году покинул Ирак. Аш-Шаалян вернулся в Ирак после падения режима Саддама Хусейна. В новом иракском правительстве он занял пост министра обороны. Однако считается, что с 1998 до падения Саддама Хазем аш-Шаалян был шпионом иракской охранки.

## Министр обороны
В июне 2004 года Хазим аш-Шаалян занял пост министра обороны. В стране в это время американские войска при поддержке новой иракской армии пытались справиться с восстанием «Армии Махди». Аш-Шаалян обвинил Иран в насильственном захвате нескольких иракских пограничных пунктов и в поддержке повстанцев в Эн-Наджафе:
«Иран является врагом Ирака номер один. Мы располагаем доказательствами, что события в Эн-Наджафе спровоцированы Ираном».
Кроме этого Хазим аш-Шаалян отметил, что в городе было найдено оружие иранского производства. Заявления министра обороны резко испортило ирано-иракские отношения. Аш-Шаалян предъявил три раза ультиматум боевикам «Армии Махди», занимающим позиции в мечети имама Али в Эн-Наджафе, предложив им сложить оружие. В противном случае министр обороны пообещал стереть город с лица земли и штурмовать мавзолей имама Али. После этого заявления иракский премьер принял решение поручить делать публичные заявления о ситуации в Эн-Наджафе только своему аппарату.

## Обвинения
В 2005 году министр финансов переходного иракского правительства обвинил аш-Шааляна в растрате государственных средств. Вскоре Шаалян сбежал из страны. Говорят, эти деньги едва втащили в самолёт, на котором Шаалян и сбежал. Спустя два года в мае 2007 года иракский суд приговорил бывшего министра обороны к семилетнему тюремному заключению за растрату государственных средств на сумму, превышающую миллиард долларов.